# العلاقات الدنماركية المارشالية
العلاقات الدنماركية المارشالية هي العلاقات الثنائية التي تجمع بين الدنمارك وجزر مارشال.

## مقارنة بين البلدين
هذه مقارنة عامة ومرجعية للدولتين:
| وجه المقارنة                                              | الدنمارك                                                     | جزر مارشال                     |
| --------------------------------------------------------- | ------------------------------------------------------------ | ------------------------------ |
| المساحة (كم2)                                             | 42.92 ألف                                                    | 181                            |
| عدد السكان (نسمة)                                         | 5.79 مليون                                                   | 53.13 ألف                      |
| الكثافة السكانية (ن./كم²)                                 | 134.9                                                        | 29.35 ألف                      |
| العاصمة                                                   | كوبنهاغن                                                     | ماجورو                         |
| اللغة الرسمية                                             | اللغة الدنماركية                                             | لغة إنجليزية، اللغة المارشالية |
| العملة                                                    | كرونة دنماركية                                               | دولار أمريكي                   |
| الناتج المحلي الإجمالي (بليون دولار)                      | 324.87 مليار                                                 | 199.40 مليون                   |
| الناتج المحلي الإجمالي (تعادل القوة الشرائية) بليون دولار | 278.61 مليار                                                 | 207.25 مليون                   |
| الناتج المحلي الإجمالي الاسمي للفرد دولار أمريكي          | 51.99 ألف                                                    | 3.38 ألف                       |
| الناتج المحلي الإجمالي للفرد دولار أمريكي                 | 45.54 ألف                                                    | 3.80 ألف                       |
| مؤشر التنمية البشرية                                      | 0.900                                                        |                                |
| رمز المكالمات الدولي                                      | +45                                                          | +692                           |
| رمز الإنترنت                                              | .dk                                                          | .mh                            |
| المنطقة الزمنية                                           | توقيت وسط أوروبا، ت ع م+02:00، ت ع م+01:00، أوروبا/كوبنهاجن ‏ | ت ع م+12:00                    |

## منظمات دولية مشتركة
يشترك البلدان في عضوية مجموعة من المنظمات الدولية، منها:
| علم المنظمة | اسم المنظمة                   | تاريخ انضمام الدنمارك | تاريخ انضمام جزر مارشال |
| ----------- | ----------------------------- | --------------------- | ----------------------- |
|             | البنك الدولي للإنشاء والتعمير | 30 نوفمبر 1960        | 21 مايو 1992            |
|             | بنك التنمية الآسيوي           | 1966                  | 1990                    |
|             | يونسكو                        | 4 نوفمبر 1946         | 30 يونيو 1995           |
|             | الاتحاد الدولي للاتصالات      | 1866                  | 22 فبراير 1996          |
|             | مؤسسة التمويل الدولية         | 20 يوليو 1956         | 23 سبتمبر 1992          |
|             | منظمة الشرطة الجنائية الدولية | ?                     | ?                       |
|             | الأمم المتحدة                 | 24 أكتوبر 1945        | 17 سبتمبر 1991          |
|             | مؤسسة التنمية الدولية         | 30 نوفمبر 1960        | 19 يناير 1993           |
|             | منظمة حظر الأسلحة الكيميائية  | ?                     | ?                       |

## وصلات خارجية
- موقع وزارة الخارجية الدنماركية